# Седлоски, Гоце
Гоце Седлоски (макед. Гоце Седлоски; род. 10 апреля 1974[…], Прилеп) — македонский футболист, защитник. По завершении игровой карьеры — тренер.
Рекордсмен сборной Македонии по количеству официальных матчей, проведённых в её составе (100).

## Клубная карьера
В профессиональном футболе Седлоски дебютировал в 1994 году за клуб «Победа», в котором провёл два сезона.
С 1996 по 2006 год играл в клубах «Хайдук» (Сплит), «Шеффилд Уэнсдей», «Динамо» (Загреб), «Вегалта Сэндай» и «Диярбакырспор».
В 2006 году Седлоски подписал контракт с австрийским клубом «Маттерсбург», в составе которого провёл 5 сезонов. Играя в этом клубе, защитник все 5 сезонов выходил в основном составе команды.

## Выступление в сборной
В 1996 году дебютировал в составе национальной сборной Македонии. На протяжении карьеры в национальной сборной, которая составила 15 лет, провёл 100 матчей (рекорд сборной), забил 7 голов.

## Тренерская карьера
Начал тренерскую карьеру в 2010 году, был играющим тренером «Маттерсбурга». Входил в тренерский штаб сборной Македонии.